# Латинський міст
Латинський міст (боснійський, хорватський та сербський: Latinska ćuprija / Латинска ћуприја, названий Principov most / Принципов мост — «Міст Принципа» в епоху Югославії) — це османський міст через річку Міляцка в Сараєво, Боснія і Герцеговина.
Північний кінець мосту був місцем вбивства ерцгерцога Франца Фердинанда Австрійського Гаврило Принципом у 1914 році, що стало casus belli Першої світової війни.

## Історія
Судячи з його основ, це найстаріший серед збережених мостів у місті. У переписі Санджака в Боснії 1541 р. згадується міст на цьому місці, побудований майстром шкіри Хуссейном, сином Сірмерда.  Цей перший міст, здається, був дерев'яним, оскільки в судових протоколах 1565 року свідчить, що кам'яний міст був побудований тут видатним громадянином Сараєво Алі Айні-Бегом.  Страшна повінь 15 листопада 1791 року сильно пошкодила міст, і його реконструкцію профінансував сараєвський купець Абдулах-ага Брига. Рік його відбудови можна отримати з числових значень у слові «Брига» — це 1213 рік, що за ісламським календарем дорівнює року відбудови 1798/99. 
Міст має чотири арки і спирається на три міцні стовпи та набережну; він побудований з каменю та гіпсу, а два розвантажувальні отвори «очі» у масі над стовпами настільки характерні, що їх можна побачити на гербу Сараєво. Через інтенсивний рух за часів Австро-Угорщини до мосту було додано тротуари на консолях. 
За часів югославії міст був відомий як Principov most / Принципов мост — «Принциповий міст».

## Вбивство
28 червня 1914 р. на повороті з Правобережжя на вулицю Гаврило Принцип застрілив Франца Фердинанда, спадкоємця австро-угорського престолу. Це було безпосередньою причиною початку Першої світової війни. За часів югославської доби міст був перейменований у Принциповий. Назва повернулася на Латинський міст після югославських воєн.

### Свідчення Принципа
На судовому засіданні 12 жовтня 1914 року Гаврило Принцип описав місце стрілянини під час допиту, зокрема згадавши міст.

## Галерея

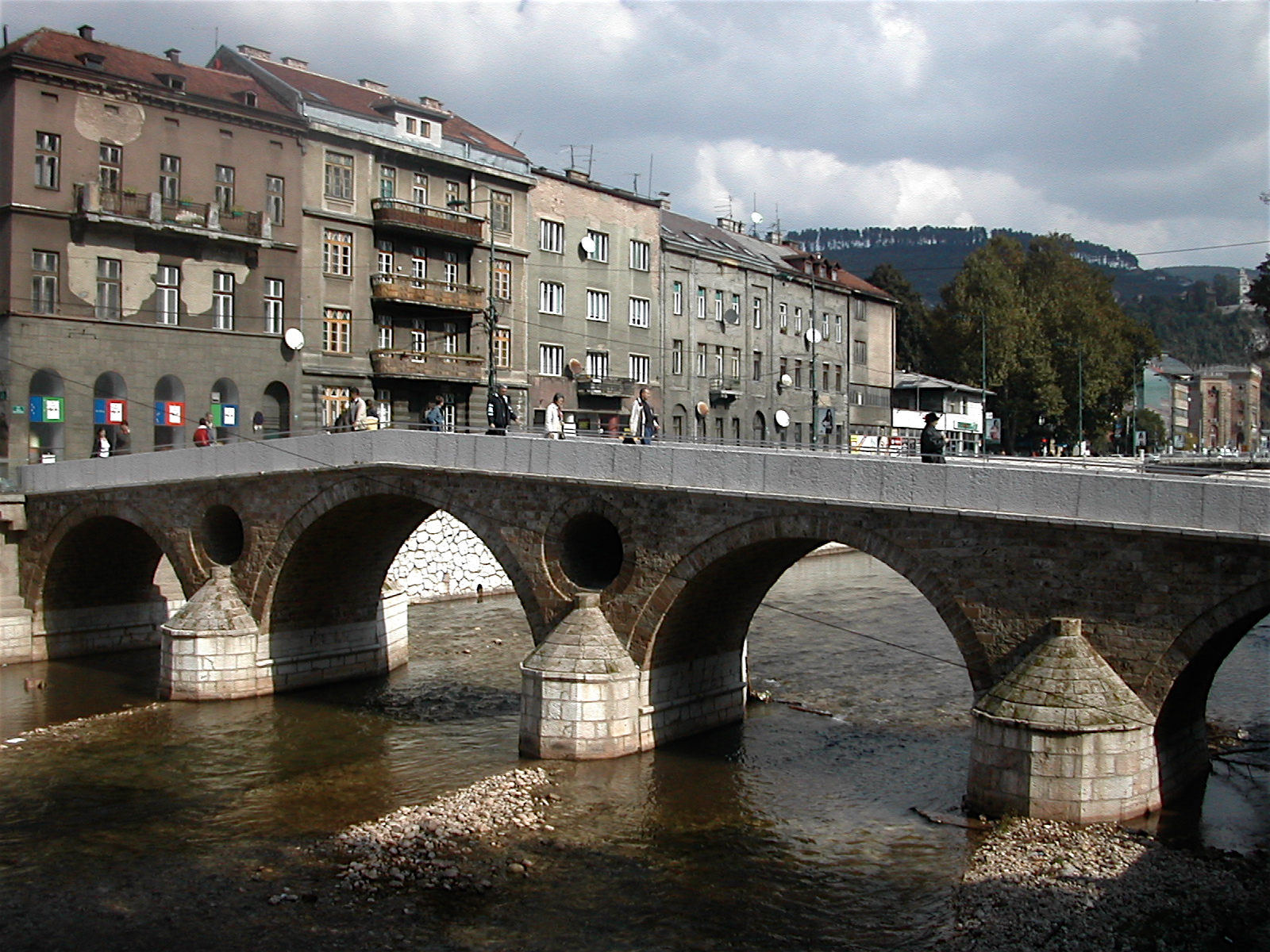
Латинський міст у 2005 році
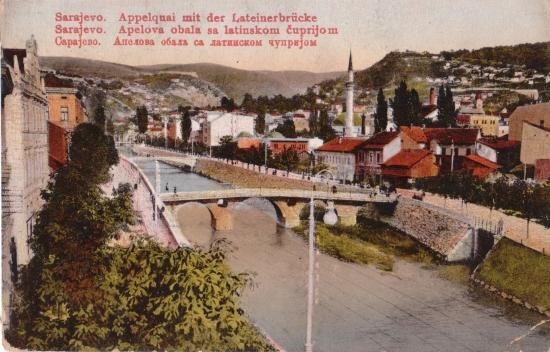
Латинський міст у 1913 році
Карта загибелі ерцгерцога стосовно мосту
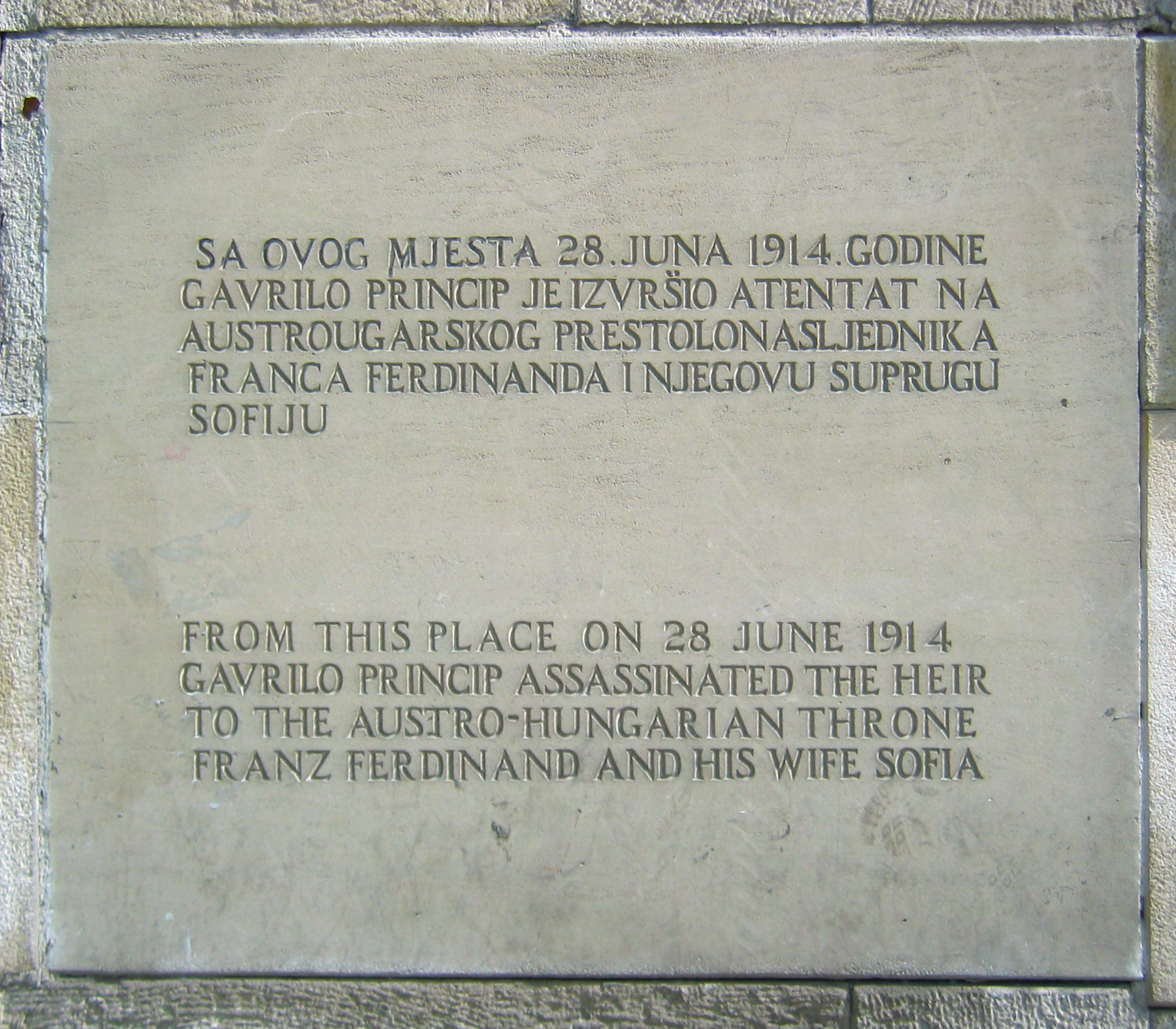
Пам'ятна дошка місця вбивства в Сараєво (знімок зроблено в 2009 році). Тон мови, що використовується, відрізняється від мови югославської доби
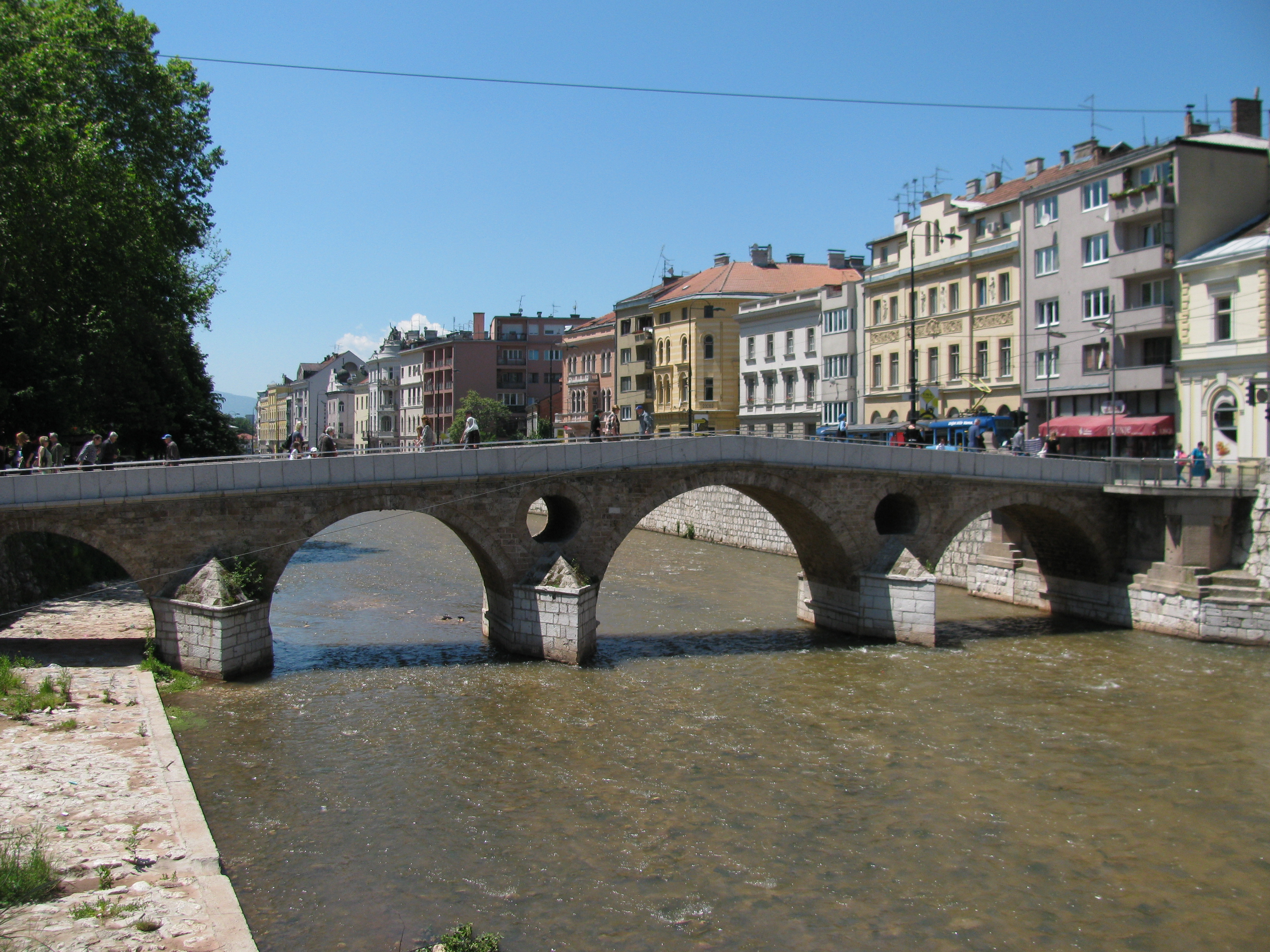
Міст, літо 2010
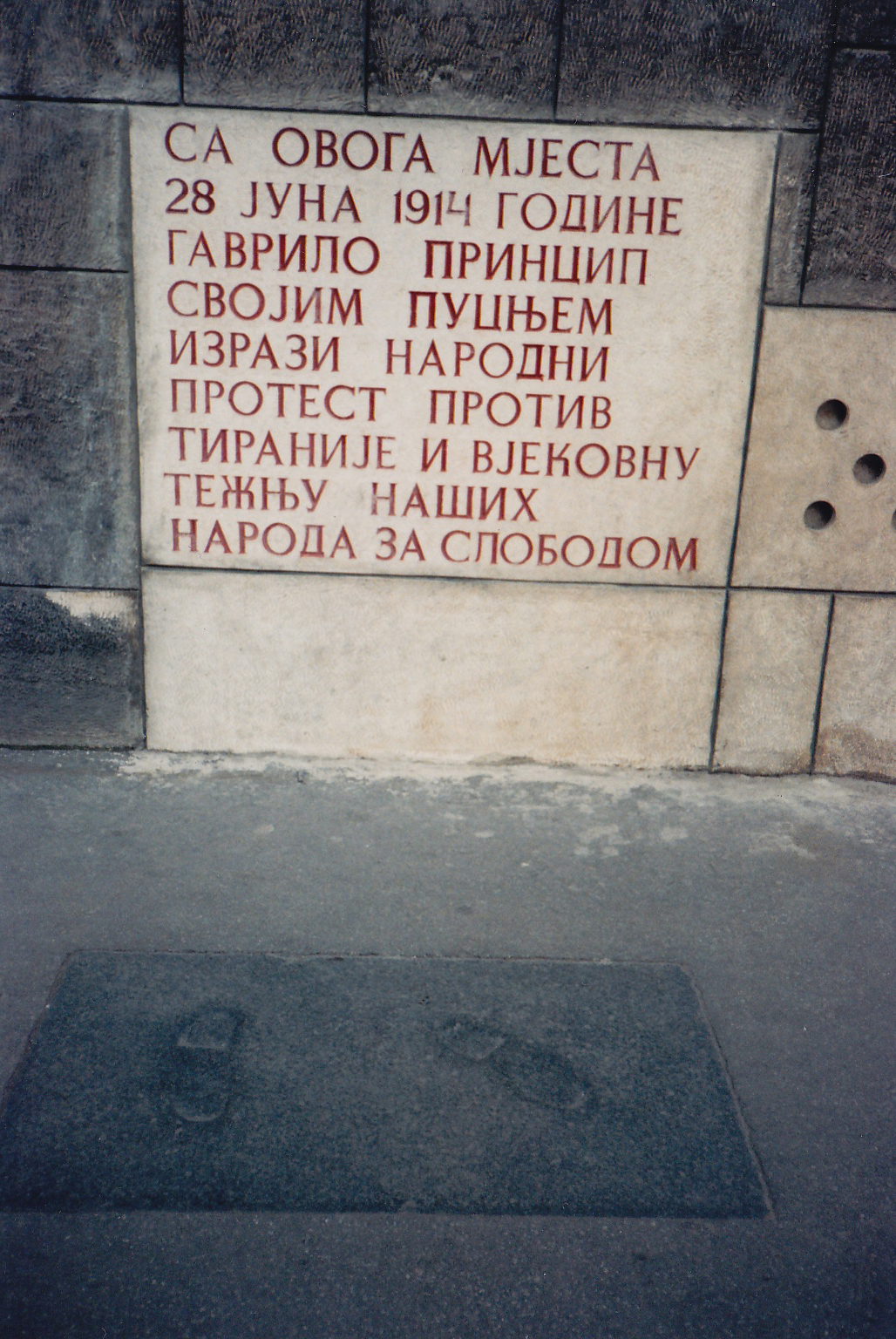
Дошка пам'яті місця вбивства в Сараєво Гаврилом Принципом (знімок зроблено в 1987 році, до того, як у 1992 році були вилучені сходи, а табличка змінена з кирилиці на латиницю)
Герб Сараєва